# باول بوريس (لاعب كرة قاعدة)
باول بوريس (بالإنجليزية: Paul Burris)‏ هو لاعب كرة قاعدة أمريكي، ولد في 21 يوليو 1923 في هيكري في الولايات المتحدة، وتوفي في 3 أكتوبر 1999 في تشارلوت في الولايات المتحدة.

## وصلات خارجية
- باول بوريس (لاعب كرة قاعدة) على موقعبيزبول رفرنس.كوم (الدوري الرئيسي) (الإنجليزية)
- باول بوريس (لاعب كرة قاعدة) على موقعبيزبول رفرنس.كوم (الدوري الثانوي) (الإنجليزية)